# Кица (приток Колы)
Ки́ца (в верховье Большая Кица), — река на Кольском полуострове в Мурманской области России, правый приток Колы. Длина — 73 км, площадь водосборного бассейна — 1160 км². В 28 км от устья по левому берегу впадает река Малая Кица.

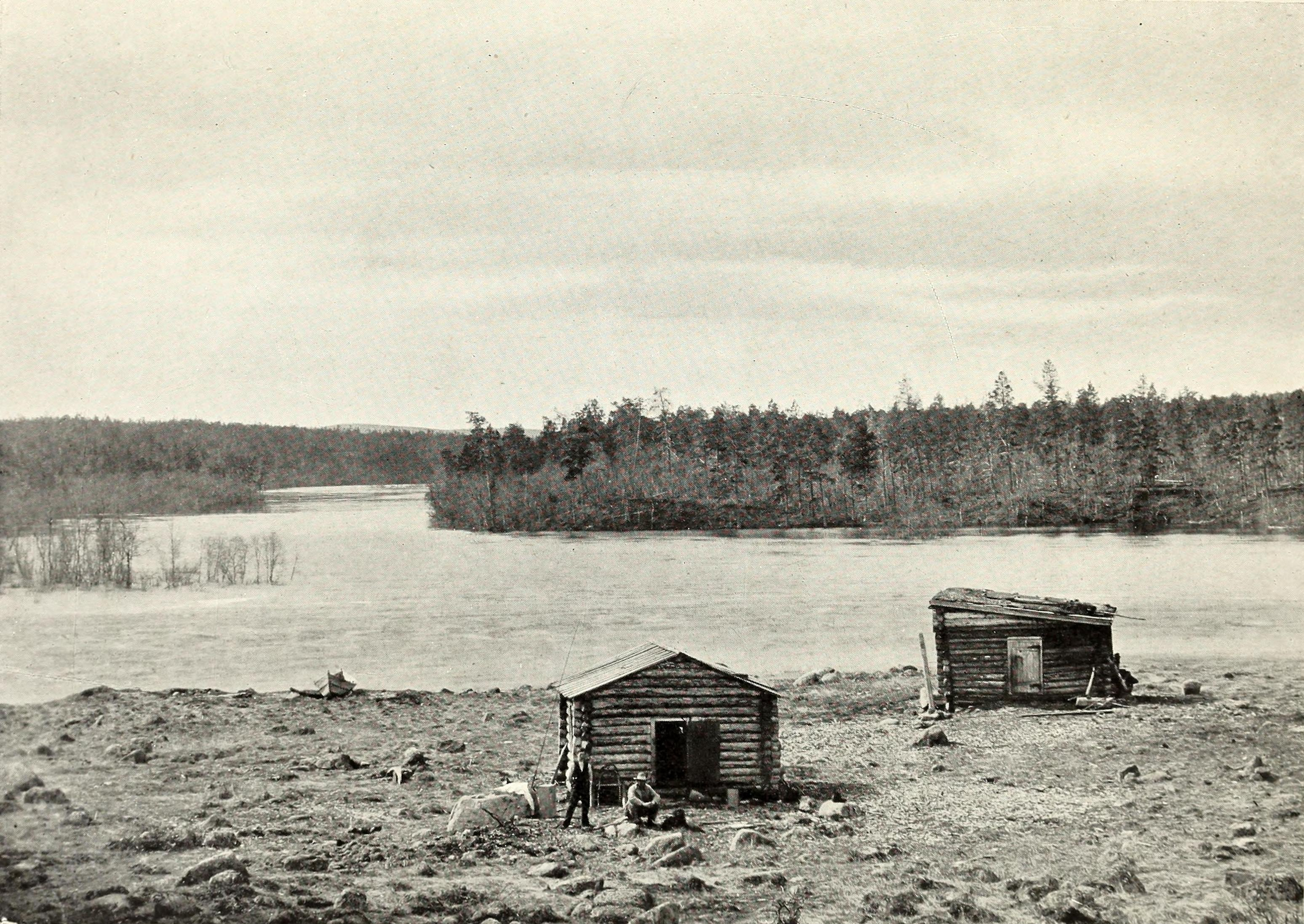
Кица в начале XX века.

## Расположение и описание
Река протекает к северо-западу от центра Кольского полуострова. Исток расположен на болотистом склоне горы Вируайвенч. Изначально протекая в юго-восточном направлении, через 2,5 км поворачивает на северо-восток. Недалеко от вершины Курбашкоутькант образует озеро Кицкое, после чего меняет направление на северо-западное. Кица впадает в Колу в районе бывшего посёлка Коневка, в 4 км вниз по течению от села Мокрая Кица, пересекая при этом федеральную трассу Р21. Некоторые участки Кицы завалены камнями, которые образуют порой труднопроходимые пороги, сменяющиеся плёсовыми отрезками.

## Гидрология
| Средний расход воды (м³/с) реки Кицы по месяцам и за год с 1947 по 1992 гг. (замеры производились на гидрологическом посту в 2,2 км от устья) |

## Этимология названия
Название реки «Кица», вероятно, имеет саамские корни и в переводе означает «тянуть» — для того, чтобы пройти по реке, местным жителям приходилось тянуть свои лодки через многочисленные пороги, встречавшиеся по её руслу.